# 柳島克己
柳島 克巳（やなぎじま かつみ、1950年 - ）は、日本の撮影監督（カメラマン）。日本映画撮影監督協会（JSC）会員。所属フリー。

## 来歴・人物
岐阜県出身。東京写真専門学校卒業。もともとはスチール写真家志望であったが、当時通っていた学校の友人の勧めで三船プロダクション撮影部に入社し、1981年に退社。撮影助手時代はカメラを倒すなど最低の評価を下されていたという。その後、仙元誠三らの下で撮影助手としてキャリアを重ね、1987年にドラマ『あぶない刑事』で撮影監督に昇進、1989年には『cfガール』で劇場作品デビュー。その後『その男、凶暴につき』、『HANA-BI』を除いた北野武監督作品の撮影を担当。
2002年、『GO』で第25回日本アカデミー賞最優秀撮影賞を受賞、2004年、『座頭市』で第27回日本アカデミー賞を最優秀撮影賞を受賞。
2011年、東京芸術大学大学院映像研究科（映画専攻）の教授に就任。
撮影現場ではスタッフなどから「ジミー」と呼ばれている。

## 主な撮影作品

### 映画
- この愛の物語（1987年：舛田利雄監督）- セカンドユニット撮影
- CFガール（1989年：橋本以蔵監督）
- 六本木バナナ・ボーイズ（1989年:成田裕介監督）
- もっともあぶない刑事（1989年：村川透監督）
- きんぴら（1989年：一倉治雄監督）
- 3-4X10月（1990年：北野武監督）
- JINGI 仁義（1991年：長谷川計二監督）
- あの夏、いちばん静かな海。（1991年：北野武監督）
- 悪役パパ（1993年：鹿島勤監督）
- 中指姫 俺たちゃどうなる?（1993年：堤ユキヒコ監督）
- 空がこんなに青いわけがない（1993年：柄本明監督）
- ソナチネ（1993年：北野武監督）
- ぷるぷる 天使的休日（1993年：橋本以蔵監督）
- 大阪極道戦争 しのいだれ（1994年：細野辰興監督）
- みんな～やってるか!（1994年：ビートたけし監督）
- バースデイプレゼント（1995年：光野道夫監督）
- トラブルシューター（1995年：原田眞人監督）
- スーパーの女（1996年：伊丹十三監督・撮影前田米造）
- キッズ・リターン（1996年：北野武監督）
- ピエタ（1997年：北川篤也監督）
- 生きない（1998年：清水浩監督）
- ジューンブライド 6月19日の花嫁（1998年：大森一樹監督）
- 菊次郎の夏（1999年：北野武監督）
- BROTHER（2000年：北野武監督）
- バトル・ロワイアル（2000年：深作欣二監督）
- GO（2001年：行定勲監督）
- 走れ!イチロー（2001年：大森一樹監督）
- バトル・ロワイアル特別篇（2001年：深作欣二監督）
- Dolls（2002年：北野武監督）
- 銃声 LAST DROP OF BLOOD（2003年：秋元康監督）
- 座頭市（2003年：北野武監督）
- 魔界転生（2003年：平山秀幸監督）
- TAKESHIS'（2005年：北野武監督）
- 鳶がくるりと（2005年：薗田賢次監督）
- 阿修羅城の瞳（2005年：滝田洋二郎監督）
- 呪怨 パンデミック（2006年：清水崇監督）
- 出口のない海（2006年：佐々部清監督）
- 魍魎の匣（2007年：原田眞人監督）
- 監督・ばんざい!（2007年：北野武監督）
- 神様のパズル（2008年：三池崇史監督）
- アキレスと亀（2008年：北野武監督）
- シャッター（2008年：落合正幸監督）
- カイジ 人生逆転ゲーム（2009年：佐藤東弥監督）
- ディア・ドクター（2009年：西川美和監督）
- アウトレイジ（2010年：北野武監督）
- 少女たちの羅針盤（2011年・長崎俊一監督）
- ロボジー（2012年：矢口史靖監督）
- ライク・サムワン・イン・ラブ（2012年：アッバス・キアロスタミ監督）
- アウトレイジ ビヨンド（2012年：北野武監督）
- 夢売るふたり（2012年：西川美和監督）
- 真夏の方程式（2013年；西谷弘監督）
- オシャレ番外地（2014年：高谷昂佑監督）
- ジョーカー・ゲーム（2015年：入江悠監督）
- もちつきラプソディ（2015年：加瀬聡監督）
- 龍三と七人の子分たち（2015年：北野武監督）
- 後妻業の女（2016年：鶴橋康夫監督）
- ハッピーウエディング（2016年：片島章三監督）
- 聖の青春（2016年：森義隆監督）
- 疾風ロンド（2016年：吉田照幸監督・撮影佐光朗）- 雪上ライディング撮影
- アウトレイジ 最終章（2017年：北野武監督）
- MAKI マキ（2017年：ナグメ・シルハン監督）
- トーキョーカプセル（2018年：齋藤栄美監督）
- 食べる女（2018年：生野慈朗監督）
- ホテルニュームーン（2019年：筒井武文監督）
- 毎日爆裂クッキング（2021年：植木咲楽監督）
- 奥様は、取り扱い注意（2021年：佐藤東弥監督）
- いとみち（2021年：横浜聡子監督）
- 天間荘の三姉妹（2022年：北村龍平監督）
- カラオケ行こ!（2024年：山下敦弘監督）
- ゴールド・ボーイ（2024年：金子修介監督）
- ラストターン　福山健二71歳、二度目の青春（2024年：久万真路監督）

### OV
- チンピラの遠吠え（1995年）
- カラス（1995年）
- 18歳のホテトル嬢（1996年）
- XX 美しき機能（1996年）

### テレビドラマ
- キャンパス・アクション 探偵同盟（1981年、フジテレビ）
- あぶない刑事（1986年 - 1987年、日本テレビ）
- あきれた刑事（1987年、日本テレビ）
- もっとあぶない刑事（1988年 - 1989年、日本テレビ）
- 勝手にしやがれヘイ!ブラザー（1989年 - 1990年、日本テレビ）
- 太宰治短編小説集「駈込み訴え」（2010年、NHK BS2）
- ビューティフル・スロー・ライフ（2015年、NHK）
- TOKYO VICE（2022年、WOWOW）

## 受賞歴
- 第18回（1996年度）ヨコハマ映画祭・撮影賞
- 第12回（2003年度）東京スポーツ映画大賞・撮影賞
- 第25回（2002年度）日本アカデミー賞・最優秀撮影賞
- 第27回（2004年度）日本アカデミー賞・最優秀撮影賞[2]
- 第33回（2009年度）ヨコハマ映画祭・撮影賞
- 第33回（2009年度）日本アカデミー賞・優秀撮影賞[3]